# 주권국

국제연합의 회원국. 모든 주권국가가 반드시 회원국은 아니지만 유엔의 모든 회원국은 주권국이다.

주권국(主權國, 영어: sovereign state) 또는 주권 국가(主權國家)는 국제법에 따라 중앙정부가 지역에 대한 주권을 가지고 있다고 판단되는 정치적 실체이다. 지속적인 인구, 정해진 영토, 단일 정부, 다른 주권국과 관계를 맺을 수 있는 능력으로 규정되어 있다. 즉 주권국은 다른 권력이나 국가에 의존하거나 종속되지 않는다고 이해할 수 있다.
국제법 선언적 국가론(declarative theory of statehood)에 따르면, 주권국은 다른 주권국에 의해 승인 받지 않고도 존재할 수는 있다. 알려지지 않은 국가는 조약을 체결하는 권력을 행사하거나 다른 주권 국가와 외교 관계를 맺는 것이 어려운 경우가 많다.

## 승인
국가의 승인은 한 국가를 주권국으로 간주하는 다른 주권국의 결정만을 의미한다. 즉 한 국가를 주권국으로 승인한다고 해서 외교 관계를 수립하거나 유지하겠다는 의미는 아니다.
국가의 지위를 승인하는 기준에서 국가 공동체의 모든 구성원에 대한 정의는 없다. 실제로, 그 기준들은 주로 정치적이지 합법적이지 않다. L.C.그린(L.C.Green)은 1차 세계 대전 당시 폴란드와 체코슬로바키아의 탄생 승인을 예로 들며 "국가의 승인은 재량의 문제이기 때문에 영토나 기존 정부의 존재와 상관 없이 원하는 국가로 받아들일 수 있다"고 설명했다.
그러나 국제법에는 국가가 언제 주권자로 승인되어야 하는지에 대한 몇가지 이론이 있다.

### 본질적 이론
한 국가는 국제법에 의해 적어도 다른 한 국가가 주권을 승인해야만 주권국으로 승인된다. 이 승인 이론은 19세기에 생겨났다. 이 이론 때문에 새로운 국가는 즉시 국제 사회의 일부가 되거나 국제법에 구속받을 수 없었고, 다른 주권국과 거래할 때 국제법의 보호를 받을 수 없었다. 1815년 비엔나 회의에서 통과된 최종의정서(Final Act)는 유럽 외교 시스템에서 39개의 주권 국가만을 승인했고, 새로운 국가들은 다른 국가, 사실상 강대국에 의해 승인되어야 한다는 것을 확실히 규명했다.
최종의정서에 대한 주요 비판 중 하나는 어떤 국가들은 주권을 승인하지만 다른 국가들은 승인하지 않을 때 발생하는 혼란이다. 이 의정서의 지지자 중 한사람인 허쉬 라우터파하트 경(Hersch Lauterpacht)은 가능한 한 다른 국가의 주권을 승인하는 것이 국가의 의무임을 시사했다.  그러나 국가는 주권을 승인할 때 어떤 기준도 사용할 수 있으며, 반대로 기준을 사용할 의무는 없다.  많은 국가는 자신에게 유리한 경우에만 다른 국가의 주권을 승인한다.

L.F.L.오펜하임(L.F.L Oppenheim)은 1912년에 구성 이론에 관해 다음과 같이 말했다.
국제법은 국가가 승인받기 전에 존재하지 않는다고 말하지 않지만, 승인받기 전까지는 그 누구도 주의를 기울이지 않는다. 국가는 오직 승인을 통해서만 국제적인 존재이 되고 국제법상의 주체가 된다.

### 선언적 이론
대조적으로, 선언적 이론은 국가를 영토, 인구, 정부, 외교 능력만 충족한다면 국제법상의 주권국으로 정의한다. 선언적 이론에 따르면, 한 국가가 주권을 무력으로 획득하지 않는 한, 그 주권의 인정은 다른 국가의 인정과 무관하다. 선언적 이론은 1933년 몬테비데오 협약에서 가장 잘 표현되었다.
몬테비데오 협약의 제3조는 정치적 지위는 다른 국가의 인정과는 별개이며 국가는 자신을 방어하는 것을 금지하지 않는다고 선언한다. 또한 제11조는 주권을 얻기 위해 무력을 사용하는 것을 금지하고 있다.
"국가를 구성하는 조건"과 유사한 의견은 배드인터 중재 위원회의 유럽 경제 공동체 의견들에 의해 표현되는데, 그 의견은 국가는 다른 주와 관계를 맺을 수 있는 영토, 인구, 정부, 능력을 갖음으로써 정의된다는 것을 발견했다.

### 국가의 인정
국가의 인정에 대한 관행은 일반적으로 본질적과 선언적 접근법 사이에 있다. 국제법은 국가가 다른 국가를 주권국으로 인정하도록 강요하지 않는다. 새로운 국가가 불법적으로 판단되거나 국제 법을 위반했을 때 국제사회는 종종 인정을 보류하며, 로데시아와 북키프로스가 인정받지 못한 것이 그 예이다. 로데시아의 경우, 백인 소수 민족이 권력을 장악하고 남아프리카 공화국의 선을 따라 국가를 형성하려고 시도하면서 널리 인정 받지 못 했다. 이는 유엔 안전보장이사회가 "불법적인 소수 민족 정권(illegal racist minority régime)"이라고 언급한 움직임이다. 북키프로스의 경우, 북부 키프로스에서 설립된 국가에 대한 인정이 보류되었다. 그러나 국제법은 독립선언을 금지하지 않으며, 한 나라를 인정하는 것은 정치적인 문제이고, 따라서 터키 키프로스는 유럽 의회에서 "옵서버"지위를 얻었고, 그들의 대표자들은 북키프로스 의회에서 선출되었다. 그리고 북키프로스는 이슬람 협력 기구와 경제 협력 기구의 옵서버 회원이 되었다.

### 사실상, 그리고 법률상의 국가
대부분의 주권 국가는 법률과 사실상에서 모두 존재한다. 그러나, 국가는 실질적인 통제가 없는 영토의 합법적 정부로 인식된다는 점에서, 오직 법률상의 국가로만 인식될 수 있다 예를 들어, 제2차 세계 대전 동안 유럽의 많은 국가들이 나치의 점령 하에 있었음에도 불구하고 연합군과 외교 관계를 유지했다. PLO와 팔레스타인 당국은 팔레스타인이 주권국이라고 주장하며, 대부분이 이를 인정하지만, 이들은 팔레스타인이 사실상 이스라엘의 통제 하에 놓여있다고 주장한다. 다른 경우의 단체들은 영토에 대한 실질적인 통제권을 가지고 있지만 국제적 인식은 결여되어 있다. 이들은 국제사회에 의해 사실상의 국가들에 지나지 않는다고 간주될 수 있다. 소말릴란드가 그 대표적인 예이다. 주권 국가로 인정받기를 원하지만 전 세계적으로 인정받지 못하는 국가들은 미승인 국가 목록 참조.

## 국가와 정부의 관계
비록"국가"와 "정부"라는 용어를 서로 혼동해 사용하는 경우가 많지만, 국제법은 국가와 그 정부를 구분하고 있으며, "망명정부"의 개념은 그 차이에 근거를 두고 있다. 국가는 비정치적 사법 기관이며, 어떤 종류의 조직도 아니다. 그러나, 국가의 정부는 조약과 같은 수단으로 국가를 의무화하거나 구속할 수 있다.

## 국가의 소멸
일반적으로, 국가들은 지속되는 존재이지만, 자발적인 수단이나 군사적 침략과 같은 외부의 힘을 통해 소멸될 수 있다. 폭력을 통한 국가의 소멸은 제2차 세계 대전이 끝난 이후 사실상 중단되었다. 국가는 구체적인 형태가 존재하지 않기 때문에, 국가의 소멸은 물리적인 힘만으로 이루어질 수 없다고 주장되어 왔다. 따라서 군사적 침략은 국가를 소멸시키기 위해서 올바른 사회적 혹은 사법적 행동과 연계되어야 한다.

## 국가의 존재론적 위치
국가의 존재론적 위치,특히 국가건 아니건 간에 아무도 보거나, 맛보거나, 만지거나, 또는 다른 방법으로 감지할 수 없는 물체가 실제로 존재하는지는 종종 논쟁의 대상이 되어 왔다.

### 준(準)추상적 상태
국가의 존재가 논란이 되어왔던 이유 중 하나는 국가가 플라톤학파의 구체성과 추상성 면에서 자리를 잡고 있지 않기 때문이라고 사람들은 주장해 왔다. 구체적인 물체는 시간과 공간상에 위치하는 물체를 말하나, 국가는 그렇지 않고(국가의 영토는 공간상의 위치를 가지지만, 국가는 영토와 구별된다), 추상적인 물체는 시간과 공간상의 위치를 가지고 있지 않으며, 이는 사람들이 생각하는 국가의 특성에 맞지 않기 때문이다. 일시적인 위치를 갖고 있다. 따라서 최근 철학적 관심을 모으기 시작한 제3의 범주인 준추출물에 속한다는 주장이 제기되어 왔으며, 특히 문서화의 영역에서 모든 사회적 현실을 이해하는 데 있어서 문서의 역할을 이해하고자 하는 것이 국가의 존재론이다. 국가와 같은 준추상적 존재는 문서를 통해 실재할 수 있으며, 조약으로 구속하거나 전쟁에서 항복하는 등 조작할 수도 있다.
국제 관계의 학자들은 그들이 국가의 존재를 믿는 현실주의자와 그렇지 않은 다원주의자로 나눌 수 있다. 현실주의자들은 세계는 상태 중 하나이며 국가의 정체성은 다른 국가와의 국제 관계로 정의된다고 믿는다. 반면에 다원주의자들은 국가가 국제 관계의 유일한 행위자가 아니며 국가와 국가 사이의 상호 작용이 많은 다른 행위자들과 경쟁하고 있다고 믿는다.

### 정신적 상태
국가의 존재에 대한 또 다른 이론은 국가가 그 자신의 존재를 가진 영적이거나 신비로운 존재이며, 국가의 구성원들과는 구별된다는 것이다. 독일의 이데올로기 철학자 게오르크 헤겔은 이 이론의 가장 큰 지지자였으며, 국가를 "지구에 존재하는 신념"이라고 표현했다.

## 국가의 수 추이
제2차 세계 대전이 끝난 이후 국제사회의 주권국의 수가 급증했다. 일부 연구는 국제적, 지역적인 기구들의 존재, 경제적 원조의 더 큰 가용성, 그리고 자기 결정의 수용 확대는 독립하려는 정치 세력들의 욕구를 증가시켰고 이로 인해 국가의 수가 증가한 것으로 보인다. 하버드의 경제학자 알베르토 알레시나(Alberto Alesina)와 투프츠(Tufts), 엔리코 스폴라오레(Enrico Spolaore)는 그들의 저서인 '국제 사회의 크기(Size of Nations)'에서 국가의 수 증가는 더 평화로운 세계, 자유 무역, 국제 경제 통합, 민주화 그리고 경제를 옹호하는 국제 기구의 존재에 기여할 수 있다고 주장한다.

## 같이 보기
- 유엔(UN)
- 선진국
- 개발도상국